# Strada statale 113 Settentrionale Sicula
La strada statale 113 Settentrionale Sicula (SS 113) è una strada statale italiana che si snoda lungo la costa settentrionale della Sicilia, andando da Messina a Trapani, passando per Palermo.

## Storia
La strada statale 113 venne istituita nel 1928 con il seguente percorso: "Messina - Patti - Cefalù - Termini - Palermo - Sferracavallo - Alcamo - Trapani."
Il tracciato venne ricavato dalla preesistente Strada nazionale 103 Sicilia-Periferica Sicula, istituita nel 1923, il cui itinerario andava, nella parte iniziale,  "Da Messina per il litorale settentrionale a Palermo, da Palermo per Sferracavallo - Alcamo a Trapani...”. La costruzione di una strada lungo la costa settentrionale della Sicilia ebbe inizio nel 1838, e seguiva la realizzazione, già iniziata tra il 1778 e il 1824 e ripresa nel 1826 del collegamento Messina-Palermo via montagne. Il collegamento avviato nel 1838 seguiva il percorso via marine, ed era di difficile costruzione, dal momento che dovevano essere superate larghe fiumare non ancora del tutto regimentate e taluni tratti di costa erano costituiti da promontori a strapiombo sul mare. Nel 1844 venne completata la strada da Messina a Patti, rimanendo da realizzarsi il tratto da Patti a Tusa per arrivare fino a Palermo
Nella seconda metà del XX secolo non ha subito particolari interventi di velocizzazione, con l'eccezione di alcune varianti a beneficio dei centri abitati più rilevanti, tra cui Barcellona Pozzo di Gotto, Partinico e Alcamo, dal momento che la strada è stata sostituita, nella sua funzione di collegamento regionale, dalla rete autostradale realizzata a partire dagli anni 1970, con assi perlopiù paralleli alla strada statale 113 (autostrada Messina-Palermo, circonvallazione di Palermo, autostrada Palermo-Alcamo-Trapani).

## Descrizione

### Da Messina al bivio SS 289

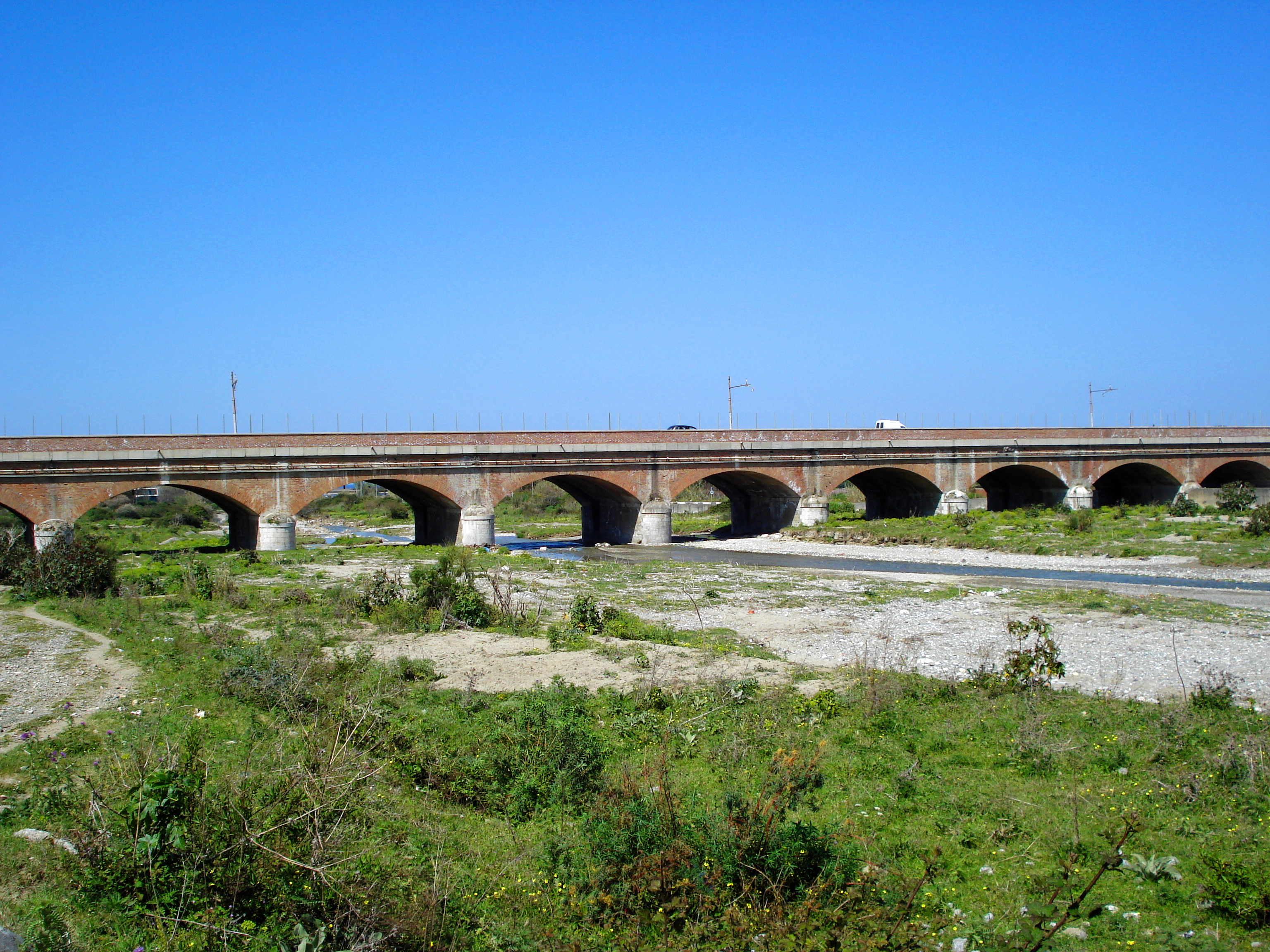
Il ponte sulla fiumara di Niceto, in corrispondenza del chilometro 32, nelle vicinanze di Torregrotta

Il caposaldo iniziale della strada è posto in piazza Cairoli, nella città di Messina, da dove la progressiva chilometrica segue l'ampio asse stradale verso nord, la via Garibaldi, dove, all'altezza del palazzo del Governo, si stacca la strada statale 113 dir che segue la linea di costa come strada litoranea. La strada statale 113 invece esce dalla città di Messina (il tratto a gestione ANAS ha inizio al km 5+175 al termine della via Palermo) dal quartiere Giostra, inerpicandosi sui rilievi dei Monti Peloritani con una stretta carreggiata con la caratteristica pavimentazione in pavé in corrispondenza dei tornanti. La catena montuosa viene valicata attraverso la Portella San Rizzo, a quota 465 m s.l.m., con pendenze superiori al 4% da entrambi i versanti. La strada scende poi sulla costa tirrenica, dove incontra nuovamente la strada statale 113 dir a Villafranca Tirrena. Da qui procede verso ovest, attraversando un continuum di abitati affacciati sul Mar Tirreno e separati soltanto da modesti corsi d'acqua, giungendo a Torregrotta. Lambisce poi l'area industriale di Milazzo, innestandosi in parte sulla viabilità realizzata con lo sviluppo del polo petrolchimico, volgendo poi verso sud-ovest introducendosi nel vasto abitato di Barcellona Pozzo di Gotto, subito dopo l'attiguo centro di Merì. All'interno del centro barcellonese la strada è di competenza comunale, e attraversa, nel suo percorso originario, la rete viaria ottocentesca della cittadina, mentre i flussi di traffico di attraversamento sono indirizzati su ampi viali, uno per ciascun senso di marcia, posti più a valle. In uscita da Barcellona Pozzo di Gotto è stata realizzata una importante variante che evita l'attraversamento dei quartieri più occidentali della cittadina e favorisce la connessione, con uno svincolo a livelli sfalsati, con l'autostrada A20. La strada procede poi in pianura, verso ovest, attraverso i territori di Terme Vigliatore, Furnari, Falcone, Oliveri, prima di salire verso Tindari.  Raggiunta la parte più alta del promontorio, dove si trova il Santuario di Tindari, lambendo la Riserva naturale orientata Laghetti di Marinello, la strada scende verso Patti, cittadina dove il traffico di attraversamento viene indirizzato su strade alternative alla strada statale, fino a Marina di Patti. Da qui la statale 113 segue la costa verso nord ovest, con un percorso reso tortuoso dalle scogliere che precipitano in mare. Si giunge a Capo Calavà, che viene superato con una caratteristica stretta galleria scavata nella roccia, la quale fu la prima galleria carrozzabile aperta in Sicilia, realizzata a partire dal 1844. I centri successivi, Gioiosa Marea e Brolo, si estendono in strettissime pianure allo sbocco di corsi d'acqua, con incombenti le propaggini dell'Appennino Siculo alle spalle. Si giunge poi alla periferia di Capo d'Orlando, con la strada che corre lungo le ultime propaggini collinari mentre il centro urbano si estende nella pianura costiera. A Capo d'Orlando si incontra la strada statale 116 per Randazzo. Successivamente la strada attraversa i territori di Capri Leone e Torrenova per giungere a Sant'Agata di Militello, dove attraversa il centro storico, con una strada di circonvallazione che si propone come più comoda alternativa. Al km 125+000, in corrispondenza del bivio per la strada statale 289 di Cesarò, poco oltre Sant'Agata di Militello, ha termine il tratto di gestione ANAS di competenza del compartimento di Catania.

#### Tabella percorso
| Settentrionale Sicula tratto Messina-bivio SS 289 |                                                                          |       |           |
| Tipo                                              | Indicazione                                                              | ↓km↓  | Provincia |
|                                                   | Messina piazza Cairoli Orientale Sicula Traghetti per Villa San Giovanni | 0,0   | ME        |
|                                                   | Messina piazza Unità d'Italia Settentrionale Sicula                      | 1,5   | ME        |
|                                                   | Portella San Rizzo bis dorsale peloritana                                | 11,1  | ME        |
|                                                   | Gesso                                                                    | 17,2  | ME        |
|                                                   | Messina-Palermo (Svincolo di Villafranca Tirrena)                        | 19,5  | ME        |
|                                                   | Settentrionale Sicula                                                    | 20,4  | ME        |
|                                                   | Villafranca Tirrena                                                      | 21,5  | ME        |
|                                                   | Saponara Marittima per Saponara                                          | 23,0  | ME        |
|                                                   | Messina-Palermo (Svincolo di Rometta) per Rometta                        | 23,5  | ME        |
|                                                   | Rometta Marea                                                            | 24,3  | ME        |
|                                                   | Spadafora                                                                | 27,8  | ME        |
|                                                   | Venetico Marina per Venetico                                             | 28,1  | ME        |
|                                                   | Fondachello per Valdina                                                  | 29,7  | ME        |
|                                                   | Torregrotta per Monforte San Giorgio                                     | 30,5  | ME        |
|                                                   | Monforte Marina                                                          | 31,7  | ME        |
|                                                   | San Pier Marina per San Pier Niceto                                      | 32,9  | ME        |
|                                                   | Giammoro per Pace del Mela                                               | 33,8  | ME        |
|                                                   | Archi                                                                    | 36,4  | ME        |
|                                                   | Zona Industriale di Milazzo                                              | 37,2  | ME        |
|                                                   | Messina-Palermo (Svincolo di Milazzo)                                    | 38,1  | ME        |
|                                                   | Asse viario di Milazzo                                                   | 38,5  | ME        |
|                                                   | Corriolo                                                                 | 38,7  | ME        |
|                                                   | Olivarella                                                               | 39,3  | ME        |
|                                                   | Olivarella per Milazzo                                                   | 39,7  | ME        |
|                                                   | Merì                                                                     | 41,4  | ME        |
|                                                   | Barcellona Pozzo di Gotto per Castroreale                                | 44,1  | ME        |
|                                                   | Messina-Palermo (Svincolo di Barcellona)                                 | 46,8  | ME        |
|                                                   | Terme per Rodì Milici                                                    | 51,2  | ME        |
|                                                   | San Biagio                                                               | 53,5  | ME        |
|                                                   | Vigliatore per Furnari, Basicò, Montalbano Elicona                       | 56,1  | ME        |
|                                                   | Portorosa                                                                | 57,3  | ME        |
|                                                   | per Furnari, Basicò, Montalbano Elicona                                  | 58,0  | ME        |
|                                                   | Falcone                                                                  | 60,4  | ME        |
|                                                   | Messina-Palermo (Svincolo di Falcone)                                    | 61,5  | ME        |
|                                                   | per Oliveri                                                              | 63,0  | ME        |
|                                                   | Locanda per Tindari                                                      | 67,4  | ME        |
|                                                   | per Braidi                                                               | 73,1  | ME        |
|                                                   | Case Nuove Russo                                                         | 74,0  | ME        |
|                                                   | Patti per San Piero Patti                                                | 76,3  | ME        |
|                                                   | Marina di Patti                                                          | 78,6  | ME        |
|                                                   | San Giorgio                                                              | 82,4  | ME        |
|                                                   | Capo Calavà                                                              | 85,5  | ME        |
|                                                   | Gioiosa Marea                                                            | 88,7  | ME        |
|                                                   | Zappardino                                                               | 89,5  | ME        |
|                                                   | Gliaca per Piraino                                                       | 94,7  | ME        |
|                                                   | Lago bis per Sant'Angelo di Brolo                                        | 95,0  | ME        |
|                                                   | Brolo per Ficarra                                                        | 96,2  | ME        |
|                                                   | Ponte Naso per Sinagra, Raccuja, Ucria                                   | 98,7  | ME        |
|                                                   | San Martino Randazzo-Capo d'Orlando                                      | 104,1 | ME        |
|                                                   | Malvicino-Piscittina per Malò, Naso                                      | 110,4 | ME        |
|                                                   | Scorrimento veloce per Tortorici                                         | 111,5 | ME        |
|                                                   | Rocca di Capri Leone per Capri Leone, Mirto, Frazzanò, Longi             | 112,4 | ME        |
|                                                   | Piattaforma                                                              | 113,5 | ME        |
|                                                   | Torrenova                                                                | 116,0 | ME        |
|                                                   | per San Marco d'Alunzio                                                  | 116,4 | ME        |
|                                                   | Circonvallazione di Sant'Agata di Militello                              | 119,7 | ME        |
|                                                   | Sant'Agata di Militello                                                  | 122,2 | ME        |
|                                                   | Circonvallazione di Sant'Agata di Militello                              | 123,5 | ME        |
|                                                   | di Cesarò                                                                | 125,0 | ME        |

### Dal bivio SS 289 a Palermo

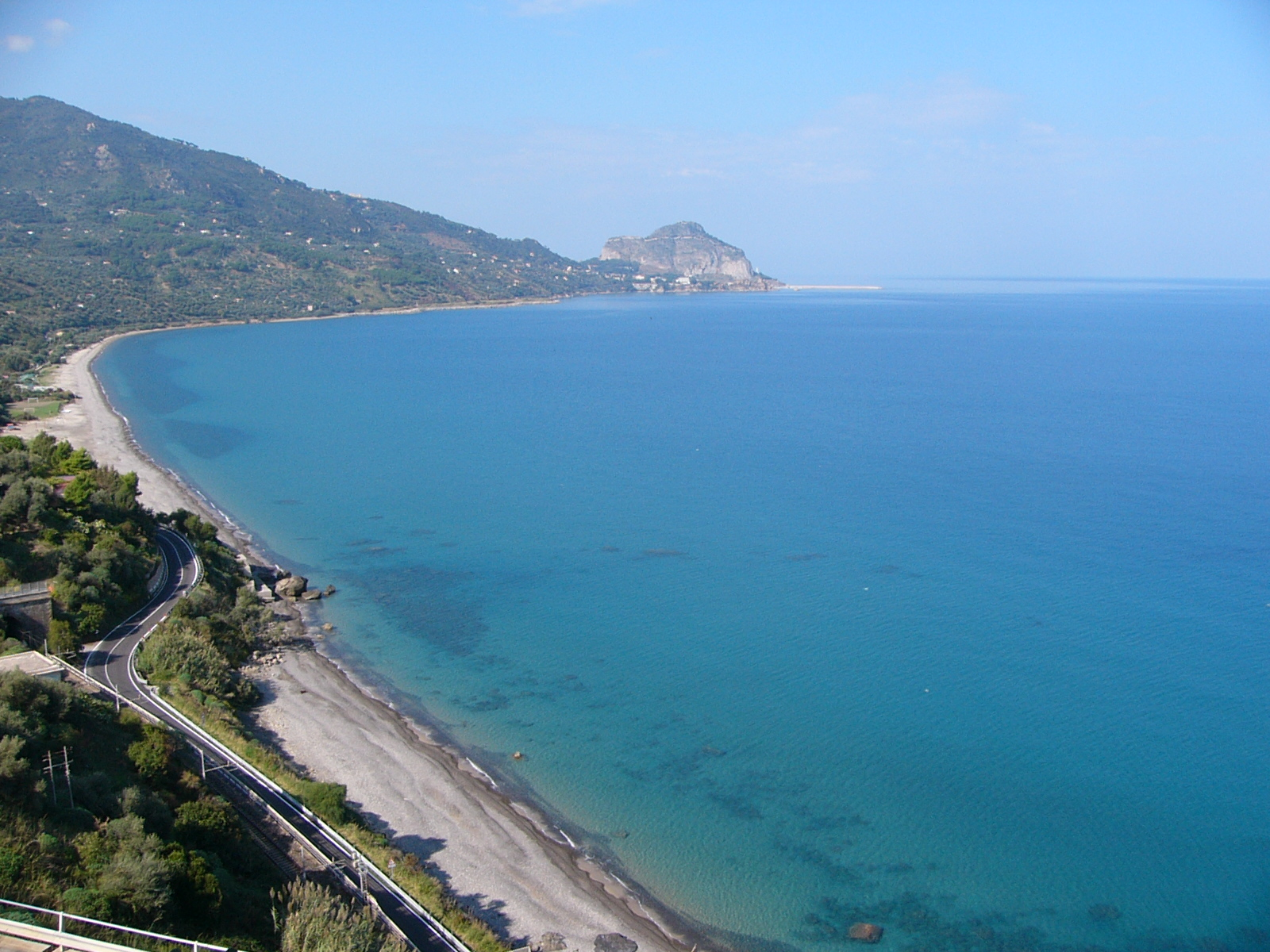
La costa tirrenica con la strada statale 113, verso Cefalù, tra i km 179 e 180

A partire dal km 125+000, in corrispondenza del bivio per la strada statale 289 di Cesarò, la strada è gestita dal compartimento ANAS di Palermo. Attraversa l'abitato di Acquedolci e successivamente quello di Santo Stefano di Camastra passando dall'esteso e poco popolato territorio comunale di Caronia. Subito dopo Santo Stefano di Camastra ha origine la strada statale 117 Centrale Sicula, parte del collegamento veloce di rilevanza regionale nord-sud per Gela. La strada prosegue lungo la linea costiera verso ovest, nei territori di Motta d'Affermo, Tusa e Pollina (al km 169+250 entra nella città metropolitana di Palermo) per giungere poi a Cefalù, importante città storica e turistica della costa tirrenica. Da Cefalù corre ancora verso est lungo la stretta pianura costiera, e, superato il fiume Imera Settentrionale, in corrispondenza della stazione di Cerda si innesta la strada statale 120 dell'Etna e delle Madonie. Segue poi i primi rilevi collinari costieri fino al grosso centro di Termini Imerese, da dove si stacca la strada statale 285 di Caccamo, utile anche per raggiungere l'asse di scorrimento veloce Palermo-Agrigento. Da Termini Imerese la strada segue una costa densamente antropizzata, verso Trabia, Altavilla Milicia, Casteldaccia, Santa Flavia e Bagheria, il cui importante centro viene lasciato a sud dalla strada statale. Attraverso Ficarazzi la strada raggiunge la frazione palermitana di Acqua dei Corsari, dove un tempo si aveva il bivio con la strada statale 121 Catanese e dove, al km 252+570 ha termine la gestione ANAS. Il tracciato storico, a gestione comunale, raggiunge il centro della città di Palermo con un percorso litoraneo (via Messina marine) che attraversa la II Circoscrizione del capoluogo regionale.

#### Tabella percorso
| Settentrionale Sicula tratto bivio SS 289-Palermo |                                             |       |           |
| Tipo                                              | Indicazione                                 | ↓km↓  | Provincia |
|                                                   | di Cesarò                                   | 125,0 | ME        |
|                                                   | Acquedolci                                  | 127,7 | ME        |
|                                                   | Settentrionale Sicula (variante)            | 129,6 | ME        |
|                                                   | Settentrionale Sicula (variante)            | 132,1 | ME        |
|                                                   | Marina di Caronia per Caronia               | 141,6 | ME        |
|                                                   | Canneto                                     | 147,4 | ME        |
|                                                   | Santo Stefano di Camastra                   | 151,9 | ME        |
|                                                   | Centrale Sicula                             | 153,3 | ME        |
|                                                   | Torremuzza                                  | 156,0 | ME        |
|                                                   | per Pettineo, Motta d'Affermo               | 160,6 | ME        |
|                                                   | Castel di Tusa per Tusa                     | 162,5 | ME        |
|                                                   | Messina-Palermo (Svincolo di Tusa)          | 165,7 | ME        |
|                                                   | Milianni                                    | 167,5 | ME        |
|                                                   | per San Mauro Castelverde                   | 170,0 | PA        |
|                                                   | Finale per Pollina                          | 172,0 | PA        |
|                                                   | ex SS 113 Variante Viadotto Arancio         | 174,4 | PA        |
|                                                   | ex SS 113 Variante Viadotto Arancio         | 175,0 | PA        |
|                                                   | Bivio Malpertugio di Castelbuono            | 177,8 | PA        |
|                                                   | Ferrovia Messina-Palermo                    | 177,9 | PA        |
|                                                   | Ferrovia Messina-Palermo                    | 180,0 | PA        |
|                                                   | Cefalù bis per Gibilmanna, Isnello          | 186,6 | PA        |
|                                                   | Messina-Palermo (Svincolo di Cefalù)        | 191,4 | PA        |
|                                                   | per Lascari, Gratteri                       | 196,3 | PA        |
|                                                   | per Campofelice di Roccella, Collesano      | 201,4 | PA        |
|                                                   | Palermo-Catania (Svincolo di Buonfornello)  | 205,4 | PA        |
|                                                   | Buonfornello                                | 206,4 | PA        |
|                                                   | dell'Etna e delle Madonie                   | 211,5 | PA        |
|                                                   | per Sciara                                  | 212,8 | PA        |
|                                                   | Termini Imerese di Caccamo                  | 222,4 | PA        |
|                                                   | Trabia per Ventimiglia di Sicilia           | 227,1 | PA        |
|                                                   | Palermo-Catania (Svincolo di Trabia)        | 229,3 | PA        |
|                                                   | San Nicola l'Arena                          | 231,6 | PA        |
|                                                   | Altavilla Milicia                           | 238,2 | PA        |
|                                                   | Casteldaccia                                | 241,1 | PA        |
|                                                   | Solanto                                     | 242,8 | PA        |
|                                                   | Santa Flavia                                | 243,7 | PA        |
|                                                   | Bagheria                                    | 247,0 | PA        |
|                                                   | per Bagheria                                | 249,4 | PA        |
|                                                   | Ficarazzi                                   | 250,8 | PA        |
|                                                   | Acqua dei Corsari per Villabate (ex SS 121) | 254,1 | PA        |
|                                                   | Palermo                                     | 260,2 | PA        |

### Da Palermo a Trapani
Dal centro storico del capoluogo regionale la strada esce dalla città verso nord ovest con un percorso rintracciabile all'interno della maglia ortogonale della città moderna. La strada attraversa gli attuali quartieri di Resuttana, San Lorenzo, Cardillo, Tommaso Natale, fino a Sferracavallo. Al km 274+250, uscendo da Palermo, ricomincia la gestione ANAS. La strada prosegue nella parte ovest area metropolitana palermitana, attraverso zone fortemente antropizzate, nei comuni di Isola delle Femmine, Capaci (dove la strada attraversa il centro urbano), Carini, Cinisi e Terrasini. Da Terrasini volge decisamente verso sud, seguendo sempre la linea costiera, supera il fiume Nocella e penetra verso l'interno alla volta del centro di Partinico. Poco oltre il fiume Nocella si ha il bivio per la strada statale 187 di Castellammare del Golfo, che fino a Trapani surroga la strada statale 113 nel ruolo di strada costiera. Da Partinico invece si diparte la strada statale 186 di Monreale, collegamento utile per raggiungere Palermo da Trapani per la via più breve attraverso la viabilità ordinaria. Il tratto successivo della strada statale 113, da Partinico ad Alcamo, corre per circa 20 chilometri in un paesaggio rurale, con un'ampia carreggiata frutto di lavori di ammodernamento che hanno compreso la realizzazione di alcune varianti. Sempre in variante si sviluppa il superamento del centro di Alcamo, primo comune della provincia di Trapani che la statale 113 incontra. Prima della realizzazione della variante la strada statale 113 attraversava il centro di Alcamo, dove aveva origine la strada statale 119 di Gibellina per Castelvetrano. Da Alcamo la strada punta verso sud ovest, dove si incontrano i bivi per la zona archeologica di Segesta, per Calatafimi e, attraverso la strada statale 188 dir/A, per Salemi. Infine la strada punta verso nord ovest, in un paesaggio collinare dove attraversa alcune frazioni dei comuni di Trapani e Erice. In prossimità della città di Trapani, con il bivio per Erice, ha fine la gestione ANAS della strada statale 113, a circa 6 chilometri dal centro cittadino di Trapani.

#### Tabella percorso
| Settentrionale Sicula tratto Palermo-Trapani |                                                  |       |           |
| Tipo                                         | Indicazione                                      | ↓km↓  | Provincia |
|                                              | Palermo                                          | 260,2 | PA        |
|                                              | Tommaso Natale                                   | 271,6 | PA        |
|                                              | Sferracavallo                                    | 273,2 | PA        |
|                                              | Isola delle Femmine                              | 275,3 | PA        |
|                                              | Palermo-Mazara del Vallo (Svincolo di Capaci)    | 276,8 | PA        |
|                                              | Isola delle Femmine                              | 276,7 | PA        |
|                                              | Capaci                                           | 278,2 | PA        |
|                                              | Bivio Foresta per Carini                         | 283,0 | PA        |
|                                              | Villagrazia di Carini                            | 285,0 | PA        |
|                                              | per Aeroporto di Palermo-Punta Raisi             | 288,8 | PA        |
|                                              | Cinisi                                           | 293,0 | PA        |
|                                              | Terrasini                                        | 295,4 | PA        |
|                                              | Palermo-Mazara del Vallo (Svincolo di Terrasini) | 296,6 | PA        |
|                                              | Ferrovia Palermo-Trapani                         | 298,4 | PA        |
|                                              | per Giardinello, Montelepre                      | 299,7 | PA        |
|                                              | di Castellammare del Golfo                       | 303,7 | PA        |
|                                              | Palermo-Mazara del Vallo (Svincolo di Partinico) | 305,7 | PA        |
|                                              | Partinico nord                                   | 306,8 | PA        |
|                                              | Partinico di Monreale per Montelepre             | 309,8 | PA        |
|                                              | per Grisì                                        | 316,4 | PA        |
|                                              | per Balestrate                                   | 317,4 | PA        |
|                                              | Alcamo (vecchia sede SS 113)                     | 324,1 | TP        |
|                                              | Alcamo per Alcamo Marina                         | 325,4 | TP        |
|                                              | Alcamo (vecchia sede SS 113)                     | 327,4 | TP        |
|                                              | Variante di Alcamo (in progetto)                 | 331,5 | TP        |
|                                              | Bretella di Alcamo Ovest                         | 333,9 | TP        |
|                                              | Segesta                                          | 343,7 | TP        |
|                                              | per Calatafimi Segesta                           | 346,0 | TP        |
|                                              | Bivio Gelferraro Centro Occidentale Sicula       | 348,5 | TP        |
|                                              | per Vita                                         | 351,5 | TP        |
|                                              | Ummari                                           | 358,5 | TP        |
|                                              | Alcamo-Trapani (Svincolo di Fulgatore)           | 361,5 | TP        |
|                                              | Fulgatore                                        | 363,0 | TP        |
|                                              | Torretta                                         | 365,7 | TP        |
|                                              | Napola-Mokarta                                   | 370,8 | TP        |
|                                              | Rigaletta-Milo per Buseto Palizzolo              | 375,7 | TP        |
|                                              | Strada Torrebianca per Erice, Paceco             | 377,0 | TP        |
|                                              | Trapani Via Palermo di Castellammare del Golfo   | 379,4 | TP        |

### Tratti sottesi da varianti
A seguito della realizzazione di varianti, le vecchie sedi della strada sono state declassificate, con eccezione di alcune che, a partire dagli anni 1990, sono rimaste comprese nella strada statale 113 nonostante la messa in esercizio delle nuove infrastrutture.

#### Variante viadotto Mazzarrà
Una breve variante consistente in un viadotto di attraversamento della fiumara del Mazzarrà è stata realizzata contemporaneamente al raddoppio della ferrovia Palermo-Messina, eliminando il doppio passaggio a livello sulla predetta linea ferroviaria, lavori che su questo tratto della linea ferrata si sono conclusi nel 2005. Il vecchio tratto di strada statale non è stato declassificato ed è stato collegato al nuovo attraverso due sottopassi ferroviari che, benché aperti al traffico, a differenza delle previsioni iniziali, non sono stati presi in carico dall'ANAS in quanto privi dei requisiti tecnici e di sicurezza necessari. Il vecchio tronco è rimasto così isolato, e con esso la connessione tra la strada statale 113 e la strada statale 185 di Sella Mandrazzi. Per ovviare a ciò è stata prevista la riapertura del primo dei passaggi a livello, quello in località San Biagio, più prossimo allo sbocco della strada statale 185, dal momento che sulla linea diramata della ferrovia Messina-Palermo (diversa dalla linea principale a doppio binario) passa un esiguo numero di treni al giorno.

##### Tabella percorso
| Settentrionale Sicula tratto San Biagio-Vigliatore |                                 |      |           |
| Tipo                                               | Indicazione                     | ↓km↓ | Provincia |
|                                                    | San Biagio                      | 53,9 | ME        |
|                                                    | Bivio Salicà di Sella Mandrazzi | 54,2 | ME        |
|                                                    | Vigliatore                      | 55,3 | ME        |

#### Variante viadotto Furiano
Il viadotto Furiano, dalla lunghezza di 1.062 metri, è stato realizzato tra il 1992 e il 1994, allo scopo di evitare la risalita della strada lungo la valle del torrente Furiano per effettuarne l'attraversamento. Il nuovo tracciato permette di abbreviare il percorso di oltre un chilometro, ed è quasi interamente percorso in viadotto. Sul vecchio tracciato esisteva il bivio per lo svincolo provvisorio Furiano della Autostrada A20, termine dell'autostrada dal 1992 fino al 2005, quando l'infrastruttura autostradale venne completata, con la costruzione del tratto mancante in direzione Palermo.

##### Tabella percorso
| Settentrionale Sicula |                       |       |           |
| Tipo                  | Indicazione           | ↓km↓  | Provincia |
|                       | Settentrionale Sicula | 129,6 | ME        |
|                       | Settentrionale Sicula | 132,1 | ME        |

#### Variante viadotto Arancio
La Nuova Strada Anas 266, in attesa di declassificazione, comprende un tratto della vecchia sede della strada statale 113, superata dall'apertura al traffico nel 2003 del nuovo Viadotto Arancio. La variante era stata prevista sin dal 1994, per ovviare a un tratto particolarmente stretto e insidioso della strada statale localizzato appena fuori dalla frazione di Finale, nel comune di Pollina.

##### Tabella percorso
| ex SS 113 (Variante Viadotto Arancio) |                       |       |           |
| Tipo                                  | Indicazione           | ↓km↓  | Provincia |
|                                       | Settentrionale Sicula | 174,4 | PA        |
|                                       | Settentrionale Sicula | 175,0 | PA        |

## Lavori e progetti
È prevista, per gli anni 2020, la realizzazione di un collegamento tra la strada statale 113 e la strada statale 119 di Gibellina, da realizzarsi immediatamente ad ovest dell'abitato di Alcamo, per l'estesa di circa un chilometro, ristabilendo così la connessione diretta tra le due strade statali, che in origine si aveva nel centro urbano di Alcamo.